# Ronda 1 de GP2 Series de 2012
A Primeira rodada da Temporada da GP2 Series de 2012 aconteceu em Kuala Lampur, na Malás. Aconteceu entre 23 e 25 de agosto. A Primeira Corrida foi vencida pelo brasileiro Luiz Razia e a segunda pelo britânico James Calado.

## Classificatória
| Pos | No. | Piloto              | Time                    | Tempo    | Grid |
| --- | --- | ------------------- | ----------------------- | -------- | ---- |
| 1   | 3   | Davide Valsecchi    | DAMS                    | 1:45.494 | 1    |
| 2   | 23  | Luiz Razia          | Arden International     | 1:45.554 | 2    |
| 3   | 26  | Max Chilton         | Carlin                  | 1:45.558 | 3    |
| 4   | 14  | Stefano Coletti     | Scuderia Coloni         | 1:45.577 | 4    |
| 5   | 5   | Fabio Leimer        | Racing Engineering      | 1:45.588 | 5    |
| 6   | 9   | James Calado        | Lotus GP                | 1:45.638 | 6    |
| 7   | 8   | Jolyon Palmer       | iSport International    | 1:45.758 | 7    |
| 8   | 12  | Giedo van der Garde | Caterham Racing         | 1:45.773 | 8    |
| 9   | 15  | Fabio Onidi         | Scuderia Coloni         | 1:45.810 | 121  |
| 10  | 4   | Felipe Nasr         | DAMS                    | 1:45.942 | 9    |
| 11  | 1   | Johnny Cecotto, Jr. | Barwa Addax Team        | 1:46.012 | 10   |
| 12  | 18  | Fabrizio Crestani   | Venezuela GP Lazarus    | 1:46.138 | 11   |
| 13  | 16  | Stéphane Richelmi   | Trident Racing          | 1:46.150 | 13   |
| 14  | 2   | Josef Král          | Barwa Addax Team        | 1:46.160 | 14   |
| 15  | 10  | Esteban Gutiérrez   | Lotus GP                | 1:46.186 | 15   |
| 16  | 21  | Tom Dillmann        | Rapax                   | 1:46.264 | 16   |
| 17  | 27  | Rio Haryanto        | Carlin                  | 1:46.392 | 17   |
| 18  | 6   | Nathanaël Berthon   | Racing Engineering      | 1:46.428 | 18   |
| 19  | 25  | Nigel Melker        | Ocean Racing Technology | 1:46.489 | 19   |
| 20  | 7   | Marcus Ericsson     | iSport International    | 1:46.557 | 20   |
| 21  | 24  | Jon Lancaster       | Ocean Racing Technology | 1:46.662 | 21   |
| 22  | 17  | Julián Leal         | Trident Racing          | 1:46.868 | 22   |
| 23  | 11  | Rodolfo González    | Caterham Racing         | 1:46.962 | 23   |
| 24  | 22  | Simon Trummer       | Arden International     | 1:47.004 | 24   |
| 25  | 20  | Ricardo Teixeira    | Rapax                   | 1:48.113 | 25   |
| 26  | 19  | Giancarlo Serenelli | Venezuela GP Lazarus    | 1:49.620 | 26   |

## Primeira Corrida
| Pos                                                              | No. | Piloto              | Time                    | Voltas | Tempo      | Grid | Pontos      |
| ---------------------------------------------------------------- | --- | ------------------- | ----------------------- | ------ | ---------- | ---- | ----------- |
| 1                                                                | 23  | Luiz Razia          | Arden International     | 30     | 56:00.250  | 2    | 25          |
| 2                                                                | 3   | Davide Valsecchi    | DAMS                    | 30     | +7.817     | 1    | 24 (18+4+2) |
| 3                                                                | 26  | Max Chilton         | Carlin                  | 30     | +27.366    | 3    | 15          |
| 4                                                                | 5   | Fabio Leimer        | Racing Engineering      | 30     | +28.291    | 5    | 12          |
| 5                                                                | 14  | Stefano Coletti     | Scuderia Coloni         | 30     | +32.217    | 4    | 10          |
| 6                                                                | 4   | Felipe Nasr         | DAMS                    | 30     | +33.378    | 10   | 8           |
| 7                                                                | 10  | Esteban Gutiérrez   | Lotus GP                | 30     | +33.679    | 15   | 6           |
| 8                                                                | 5   | James Calado        | Lotus GP                | 30     | +36.449    | 6    | 4           |
| 9                                                                | 12  | Giedo van der Garde | Caterham Racing         | 30     | +41.519    | 8    | 2           |
| 10                                                               | 18  | Fabrizio Crestani   | Venezuela GP Lazarus    | 30     | +43.240    | 12   | 1           |
| 11                                                               | 6   | Nathanaël Berthon   | Racing Engineering      | 30     | +43.720    | 18   |             |
| 12                                                               | 11  | Rio Haryanto        | Carlin                  | 30     | +53.383    | 17   |             |
| 13                                                               | 7   | Marcus Ericsson     | iSport International    | 30     | +1:01.683  | 20   |             |
| 14                                                               | 2   | Josef Král          | Barwa Addax Team        | 30     | +1:02.683  | 14   |             |
| 15                                                               | 17  | Julián Leal         | Trident Racing          | 30     | +1:09.180  | 22   |             |
| 16                                                               | 25  | Nigel Melker        | Ocean Racing Technology | 30     | +1:10.399  | 19   |             |
| 17                                                               | 8   | Jolyon Palmer       | iSport International    | 30     | +1:12.861  | 73   |             |
| 18                                                               | 21  | Tom Dillmann        | Rapax                   | 30     | +1:27.810  | 163  |             |
| 19                                                               | 16  | Stéphane Richelmi   | Trident Racing          | 30     | +1:35.2062 | 13   |             |
| 20                                                               | 15  | Fabio Onidi         | Scuderia Coloni         | 30     | +1:39.125  | 12   |             |
| 21                                                               | 20  | Ricardo Teixeira    | Rapax                   | 30     | +1:48.025  | 25   |             |
| 22                                                               | 19  | Giancarlo Serenelli | Venezuela GP Lazarus    | 29     | +1 lap     | 26   |             |
| 23                                                               | 22  | Simon Trummer       | Arden International     | 30     | +1:59.6722 | 24   |             |
| Ret                                                              | 11  | Rodolfo González    | Caterham Racing         | 13     | Acidente   | 23   |             |
| Ret                                                              | 1   | Johnny Cecotto, Jr. | Barwa Addax Team        | 7      | Retirou-se | 11   |             |
| Ret                                                              | 24  | Jon Lancaster       | Ocean Racing Technology | 1      | Acidente   | 21   |             |
| volta mais rápida: Davide Valsecchi (DAMS) — 1:49.246 (volta 24) |     |                     |                         |        |            |      |             |

## Segunda Corrida
| Pos                                                                              | No. | Piloto              | Time                    | Voltas | Tempo     | Grid | Pontos |
| -------------------------------------------------------------------------------- | --- | ------------------- | ----------------------- | ------ | --------- | ---- | ------ |
| 1                                                                                | 9   | James Calado        | Lotus GP                | 22     | 41:08.048 | 1    | 15     |
| 2                                                                                | 10  | Esteban Gutiérrez   | Lotus GP                | 22     | +2.004    | 2    | 12     |
| 3                                                                                | 4   | Felipe Nasr         | DAMS                    | 22     | +3.440    | 3    | 10     |
| 4                                                                                | 12  | Giedo van der Garde | Caterham Racing         | 22     | +10.760   | 9    | 8      |
| 5                                                                                | 23  | Luiz Razia          | Arden International     | 22     | +11.430   | 8    | 6      |
| 6                                                                                | 5   | Fabio Leimer        | Racing Engineering      | 22     | +14.689   | 5    | 4      |
| 7                                                                                | 26  | Max Chilton         | Carlin                  | 22     | +15.685   | 6    | 2      |
| 8                                                                                | 6   | Nathanaël Berthon   | Racing Engineering      | 22     | +16.578   | 11   | 1      |
| 9                                                                                | 2   | Josef Král          | Barwa Addax Team        | 22     | +18.175   | 14   |        |
| 10                                                                               | 27  | Rio Haryanto        | Carlin                  | 22     | +24.033   | 12   | 2      |
| 11                                                                               | 21  | Tom Dillmann        | Rapax                   | 22     | +24.086   | 18   |        |
| 12                                                                               | 8   | Jolyon Palmer       | iSport International    | 22     | +25.547   | 17   |        |
| 13                                                                               | 15  | Fabio Onidi         | Scuderia Coloni         | 22     | +32.206   | 20   |        |
| 14                                                                               | 25  | Nigel Melker        | Ocean Racing Technology | 22     | +34.500   | 16   |        |
| 15                                                                               | 17  | Julián Leal         | Trident Racing          | 22     | +34.629   | 15   |        |
| 16                                                                               | 22  | Simon Trummer       | Arden International     | 22     | +35.226   | 23   |        |
| 17                                                                               | 24  | Jon Lancaster       | Ocean Racing Technology | 22     | +40.340   | 26   |        |
| 18                                                                               | 11  | Rodolfo González    | Caterham Racing         | 22     | +44.700   | 24   |        |
| 19                                                                               | 16  | Stéphane Richelmi   | Trident Racing          | 22     | +47.133   | 19   |        |
| 20                                                                               | 19  | Giancarlo Serenelli | Venezuela GP Lazarus    | 22     | +1:10.466 | 22   |        |
| 21                                                                               | 18  | Fabrizio Crestani   | Venezuela GP Lazarus    | 22     | +1:21.035 | 10   |        |
| 22                                                                               | 1   | Johnny Cecotto, Jr. | Barwa Addax Team        | 21     | +1 volta  | 25   |        |
| 23                                                                               | 14  | Stefano Coletti     | Scuderia Coloni         | 20     | Problema  | 4    |        |
| 24                                                                               | 20  | Ricardo Teixeira    | Rapax                   | 19     | Acidente  | 21   |        |
| Ret                                                                              | 3   | Davide Valsecchi    | DAMS                    | 13     | Colisão   | 7    |        |
| Ret                                                                              | 7   | Marcus Ericsson     | iSport International    | 13     | Colisão   | 13   |        |
| volta mais rápida: Fabrizio Crestani (Venezuela GP Lazarus) — 1:50.690 (volta 8) |     |                     |                         |        |           |      |        |

## Classificação após a rodada
|  | Pos | Piloto            | Pontos |
|  | --- | ----------------- | ------ |
|  | 1   | Luiz Razia        | 31     |
|  | 2   | Davide Valsecchi  | 24     |
|  | 3   | James Calado      | 19     |
|  | 4   | Esteban Gutiérrez | 18     |
|  | 5   | Felipe Nasr       | 18     |

|  | Pos | Time                | Pontos |
|  | --- | ------------------- | ------ |
|  | 1   | DAMS                | 42     |
|  | 2   | Lotus GP            | 37     |
|  | 3   | Arden International | 31     |
|  | 4   | Carlin              | 19     |
|  | 5   | Racing Engineering  | 17     |